# Anderson Pedra
Anderson Carvalho Trindade, mais conhecido como Pedra (Votuporanga, 13 de junho de 1983), é um futebolista brasileiro que atua como volante. Atualmente está no Nova iguaçu .
Volante forte e de muita marcação, sendo comparado com uma pedra. Muitos o chamam de O Coisa, pela grande semelhança com o herói.
Eleito melhor volante do Campeonato Pernambucano de 2013 jogando pelo Santa Cruz, foi novamente campeão pelo clube na ocasião. Logo após o término da competição assinou com o rival Sport.
Pedra vinha fazendo uma boa série B pelo rubro-negro, até que em novembro de 2013 rompeu o ligamento cruzado do joelho esquerdo. Mesmo após sua recuperação voltou a sofrer mais uma série de lesões que o afastou dos gramados por um ano e meio no total. Em março de 2015 expirou seu contrato com Sport, que optou por não renovar desta vez, visto que não foi aproveitado.
Em seguida vai para o Atlético Goianiense.
Em 2016, acertou com o Votuporanguense. No mesmo ano acertou com o ABC para o restante da temporada. Sendo um dos destaques do Mais Querido na campanha que rendeu o acesso à Série B do ano seguinte, teve seu contrato renovado até o fim de 2017.

## Títulos
Santa Cruz
- Campeonato Pernambucano: 2012, 2013
- Copa Pernambuco: 2009

Sport
- Campeonato Pernambucano: 2014
- Copa do Nordeste: 2014

ABC
- Copa RN: 2017, 2018
- Campeonato Potiguar: 2017, 2018
- Copa Cidade de Natal: 2018

### Prêmios individuais
- Melhor volante do Campeonato Pernambucano de Futebol:  2013